# Mehmed IV
Để biết về những người cùng tên, xin xem bài Mohammed IV.
Mehmed IV (tiếng Thổ Ottoman: Meʰmed-i rābi`; có biệt danh là Avcı, tạm dịch là "Người đi săn) (2 tháng 1 năm 1642 – 6 tháng 1 năm 1693) là vị Sultan thứ 19 của đế quốc Ottoman từ năm 1648 đến 1687. Mehmed IV lên ngôi khi mới 7 tuổi, và ông đã giao phần lớn quyền lực cho các Đại Vizia.Dưới thời trị vì của ông lãnh thổ Đế quốc Ottoman đã đạt đến lãnh thổ cực đại với 11,5 triệu km² và sau đó các lãnh thổ đều bị giảm sút một cách nhanh chóng

## Đầu đời
Ông chào đời năm 1642 ở Cung điện Topkapı, tại kinh đô Constantinopolis, là con của Sultan Ibrahim I (1640–48) và Turhan Hatice, một cung nữ người Nga, và là cháu nội của Kösem Sultan người gốc Hy Lạp. Turhan Hatice được phong làm Thái hậu năm 1648 khi Mehmed lên ngôi Sultan. Ít lâu sau khi ông ra đời, cha mẹ ông cãi nhau, và Ibrahim giằng Mehmed từ tay Turhan Hatice rồi vứt cậu bé xuống giếng. May thay, Mehmed được các a hoàn cung điện cứu vớt. Hành động này của vua cha làm Mehmed bị sứt đầu, đó là một vết thương suốt đời của Mehmed.

## Trị vì
Mehmed IV lên kế vị năm 1648 khi mới 7 tuổi. Ông thừa hưởng một đế quốc ngự trị trên ba châu lục do các sultan đời trước gây dựng nên. Sự đăng quang của ông đánh dấu kết thúc một thời kì đầy hỗn loạn của nhà Ottoman; điển hình như việc Mustafa I bị hạ bệ hai lần và hai Sultan bị giết sau đó, trong số đó có cả Ibrahim I, cha của Mehmed.

### Cuộc chiến với những người Cossack

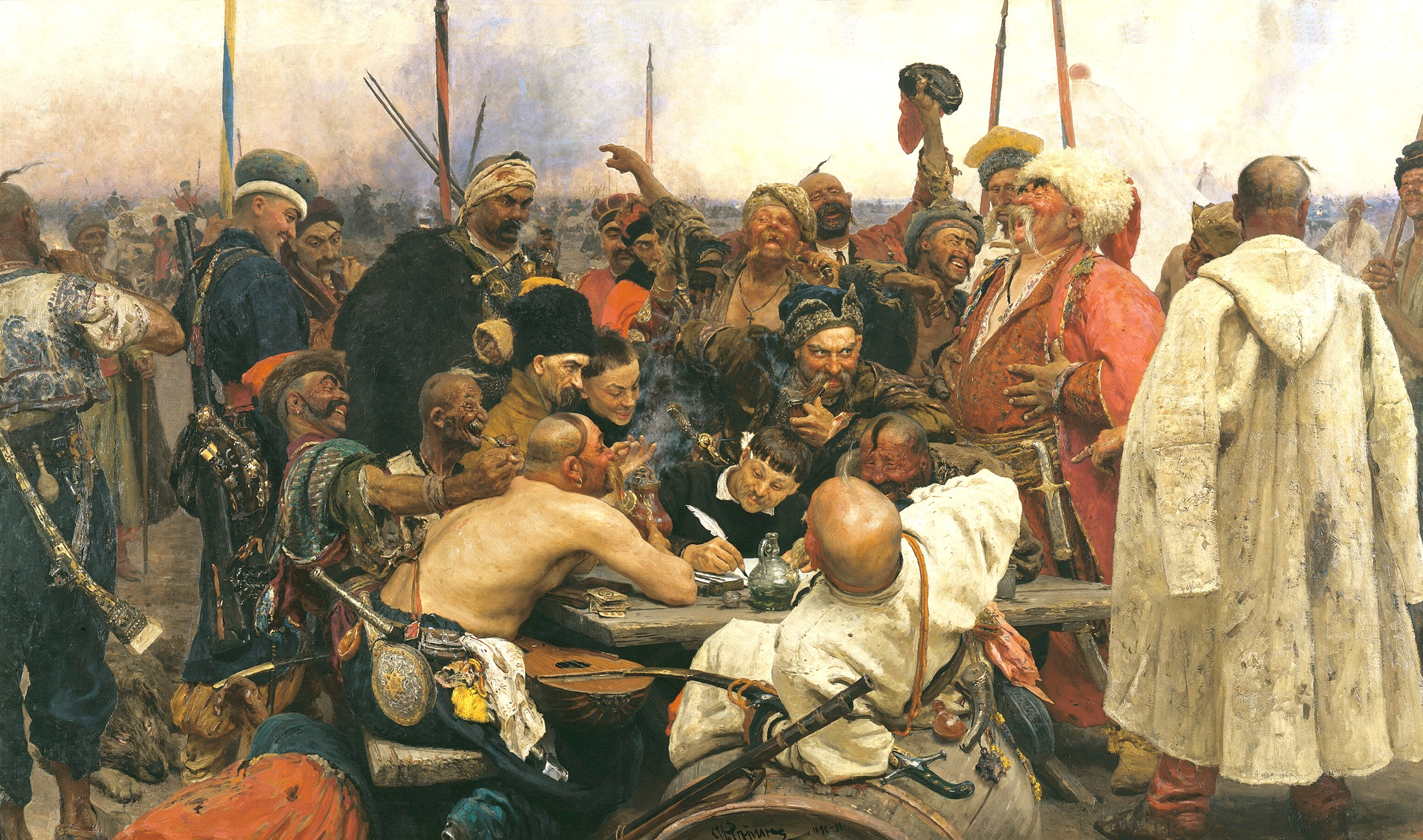
Người Zaporozhe viết thư cho sultan Thổ Nhĩ Kỳ, họa phẩm nổi tiếng của Ilya Repin.

Một sự kiện xảy ra dưới thời Mehmed IV nay còn được phần lớn người Ukraina và Nga nhớ tới. Năm 1675 (Evarnickij 1895:517) hoặc 1678 (Golobuckij 1957:320) liên quân Thổ Nhĩ Kỳ - Krym đã tấn công pháo đài của người Zaporozhia ở Sic' (Sec' theo tiếng Nga) và bị đẩy lui. Sau thất bại đó, Mehmed IV đã gửi thư cho những người Cossack Zaporozhia, yêu cầu họ phải thần phục ông. Những người Zaporozhia đã từ chối làm theo yêu cầu của ông, họ đã trả lời ông bằng một bức thư dài với lời lẽ lăng mạ và báng bổ. Bức thư này được họa sĩ người Nga là Ilya Repin tái hiện trong bức tranh nổi tiếng vào thế kỷ XIX là Người Zaporozhe viết thư cho sultan Thổ Nhĩ Kỳ.

### Tiếp đón Mary Fisher, nhà truyền giáo Quaker
Năm 1658 Mehmed IV đã đón tiếp và kiên nhẫn lắng nghe nhà truyền giáo Quaker người Anh là Mary Fisher, người tin rằng bà được Thượng đế gửi tới để nói chuyện với ông. Cuộc gặp gỡ này được biết chủ yếu thông qua ghi nhận rất có thiện chí của Fisher hơn là nguồn Ottoman, vì vậy người ta không rõ rằng sultan đã làm gì với thông điệp của bà (bản dịch đã được chuyển tới ông). Quan điểm cá nhân của ông, sự bao dung của ông thật trái ngược với những cuộc đàn áp tàn bạo mà Mary Fisher và những người Quaker khác phải hứng chịu ở quê nhà Anh Quốc.

## Bị phế truất và qua đời
Năm 1687, Mehmed IV bị đạo quân Yeğen Osman và Cấm vệ quân Janissary hạ bệ. Sau đó, ông bị giam vào Cung điện Topkapi, em ông là Suleiman II lên thay. Dù vậy, ông được cho phép rời khỏi cung điện, và qua đời ở cung điện Erdine. Ông được chôn cất ở lăng mộ của mẫu hậu Turhan Hadice Sultan, gần thánh đường của bà ở Constantinopolis. Ít lâu trước khi ông mất năm 1691, một mưu đồ được khám phá ra rằng một nhóm giáo sĩ thâm niên có ý định phục hồi ngai vàng cho Mehmed, trong khi Suleiman II bị yếu tim.

## Thành tựu

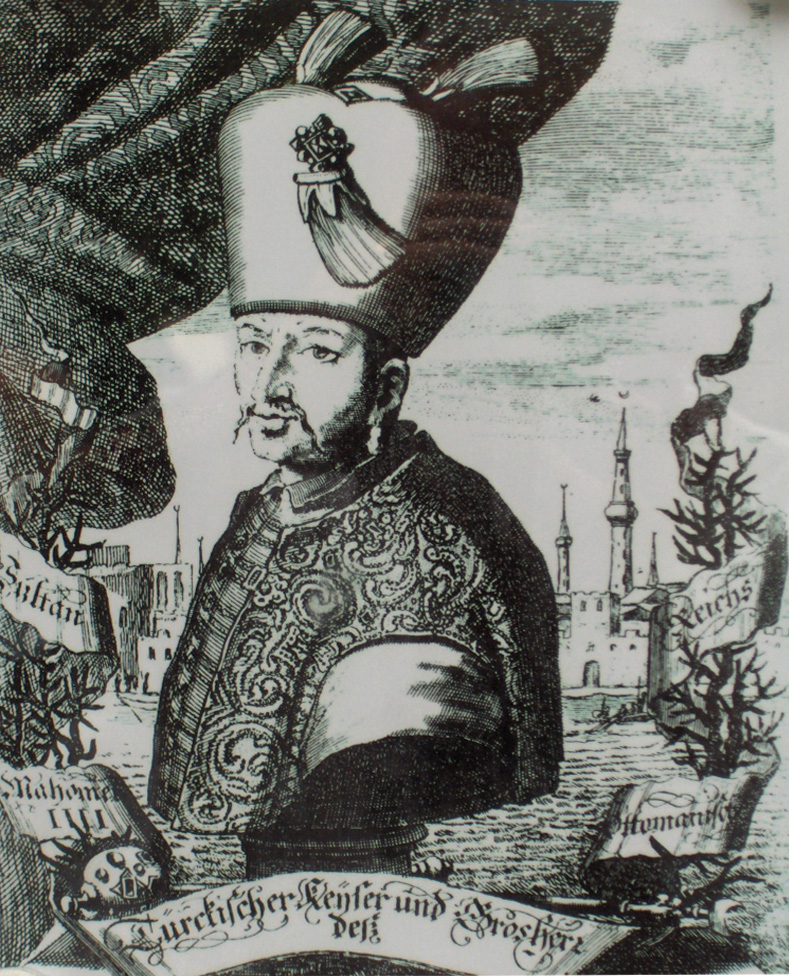
Sultan Mehmed IV (1642 - 1693)

Sultan Mehmed IV được mệnh danh là Avcı, tạm dịch là "Người đi săn" vì ông có thú vui săn bắn.
Triều đại ông cho thấy sự lớn mạnh của đế quốc Ottoman được phục hưng dưới quyền vị Đại Vizia tài ba, Mehmed Köprülü và con trai là Fazıl Ahmet. Köprülü chiếm các đảo Aegean từ tay người Venezia và thành công trong chiến tranh với Transilvania (1664) và Ba Lan (1670–1674). Công trạng lớn nhất của Ahmet là chinh phạt Candia năm 1669. Vào thời kì đỉnh cao, khi bản thân Mehmed IV liên minh với Petro Doroshenko, Podolia và Ukraina nằm dưới quyền kiểm soát của Ottoman. (Xem thêm bài Những người Zaporozhe (tranh) để biết về bức thư ông gửi những người Cossack)
Vị Đại Vizia sau đó, Kara Mustafa ít thành công hơn. Được sự ủng hộ của cuộc khởi nghĩa của Imre Thököly ở Hungary chống lại hoàng đế Áo, Kara Mustafa phái một đạo quân vượt Hungary và bao vây thành Viên trong trận Viên. Trên đồi Kahlenberg, quân Ottoman bị đánh bại bởi vua Ba Lan Jan III Sobieski và đội quân chính quy của ông ta (1674–1695).
Ái phi của ông là Emetullah Rabia Gülnûş Sultan, vốn là 1 nô lệ bị cầm tù ở Rethymnon (Resmo Thổ Nhĩ Kỳ) tại đảo Crete. Hai người con của họ, Mustafa II và Ahmed III, nối tiếp nhau làm sultan của đế quốc Ottoman (1695-1703) và 1703-1730).